# Mervelier
Mervelier ist eine politische Gemeinde im Distrikt Delémont des Kantons Jura in der Schweiz. Der frühere deutsche Name Morschwiler wird heute nicht mehr verwendet.

## Geographie
Mervelier liegt auf 556 m ü. M., 13 km östlich des Kantonshauptorts Delémont (Luftlinie). Das ehemalige Strassen- und Bachzeilendorf erstreckt sich entlang dem Scheltenbach (französisch La Scheulte) im Val Terbi, dem östlichsten Abschnitt des Delsberger Beckens, einer breiten Senke im Faltenjura.
Die Fläche des 9,7 km² grossen Gemeindegebiets umfasst beidseits des Scheltenbachs einen Abschnitt der landwirtschaftlich intensiv genutzten Ebene des Delsberger Beckens. Der Bach entwässert das Gebiet nach Westen zur Birs. Südlich des Dorfes reicht die Gemeindefläche auf den Jurakamm Les Faivelies, der eine Randfalte der Mont-Raimeux-Kette bildet. Den gesamten östlichen Teil des Gemeindegebiets nimmt das tief eingeschnittene Tal des oberen Scheltenbachs ein, das im Norden von Grand Mont (1073 m ü. M.) und Dürreberg (1031 m ü. M.), im Süden vom Schönenberg (auf dem Boden von Mervelier bis 1140 m ü. M. und damit höchster Punkt der Gemeinde) flankiert wird. Von der Gemeindefläche entfielen 1997 3 % auf Siedlungen, 53 % auf Wald und Gehölze und 44 % auf Landwirtschaft.
Zu Mervelier gehören mehrere Einzelhöfe. Nachbargemeinden von Mervelier sind Val Terbi im Kanton Jura, Schelten im Kanton Bern sowie Beinwil im Kanton Solothurn. Auf dem Gipfel des Rotmattchopfs findet sich ein Dreikantonseck zu den Kantonen Bern und Solothurn ().

## Bevölkerung
Mit 535 Einwohnern (Stand 31. Dezember 2023) gehört Mervelier zu den kleineren Gemeinden des Kantons Jura. Von den Bewohnern sind 92,8 % französischsprachig und 5,3 % deutschsprachig (Stand 2000). Die Bevölkerungszahl von Mervelier belief sich 1850 auf 490 Einwohner, 1990 auf 433 Einwohner. Im Verlauf des 20. Jahrhunderts wurden verschiedene Schwankungen verzeichnet. Besonders seit 1980 (453 Einwohner) hat die Bevölkerung deutlich zugenommen.

## Wirtschaft
Die Gemeinde ist noch landwirtschaftlich geprägt, hat sich jedoch gegen Ende des 20. Jahrhunderts auch zum Wohndorf entwickelt. Es gibt nur wenige Arbeitsplätze ausserhalb des landwirtschaftlichen Sektors im Dorf. Viele Erwerbstätige (ungefähr 60 %) sind deshalb Wegpendler und arbeiten vor allem in der Region Delémont.

## Verkehr
Mervelier liegt an der Kantonsstrasse von Delémont über den Scheltenpass nach Mümliswil. Es ist durch eine Buslinie, die von Montsevelier zum Kantonshauptort verkehrt, an den Bahnhof in Delémont angebunden.

## Geschichte

Luftbild (1955)

Erste Erwähnung findet Mervelier 1184 als Morswilre; 1489 erschien der Name Maertwiler. Das Dorf Mervelier gehörte zur Propstei Moutier-Grandval und behielt auch nach der Reformationszeit den katholischen Glauben bei. Von 1797 bis 1815 gehörte es zu Frankreich und war anfangs Teil des Département Mont-Terrible, ab 1800 mit dem Département Haut-Rhin verbunden. Durch den Entscheid des Wiener Kongresses kam der Ort 1815 an den Kanton Bern zum Amtsbezirk Moutier. Die Bewohner von Mervelier votierten in den Juraplebisziten stets für die Schaffung des Kantons Jura. Als Grenzgemeinde im Amtsbezirk Moutier entschied sich Mervelier in der Volksabstimmung vom 7. September 1975 für den Kanton Jura, trat 1976 in den Distrikt Delémont über und kam mit diesem am 1. Januar 1979 an den neu gegründeten Kanton Jura.

## Sehenswürdigkeiten
Die Pfarrkirche, 1770–1772 erbaut, steht etwas ausserhalb des Dorfes. Sie zeigt einen Baustil im Übergang vom Spätbarock zum Neoklassizismus, wurde 1841–1842 umgebaut und in den 1970er-Jahren renoviert. Mervelier gehörte bis zum Bau dieser Kirche 1771 zur Pfarrei der Nachbargemeinde Montsevelier. Auf dem Gemeindegebiet gibt es ausserdem zwei Kapellen, die Chapelle de la Neuve-Vie (1927–1928 errichtet) und die Chapelle de la Paix (von 1945).

## Bilder

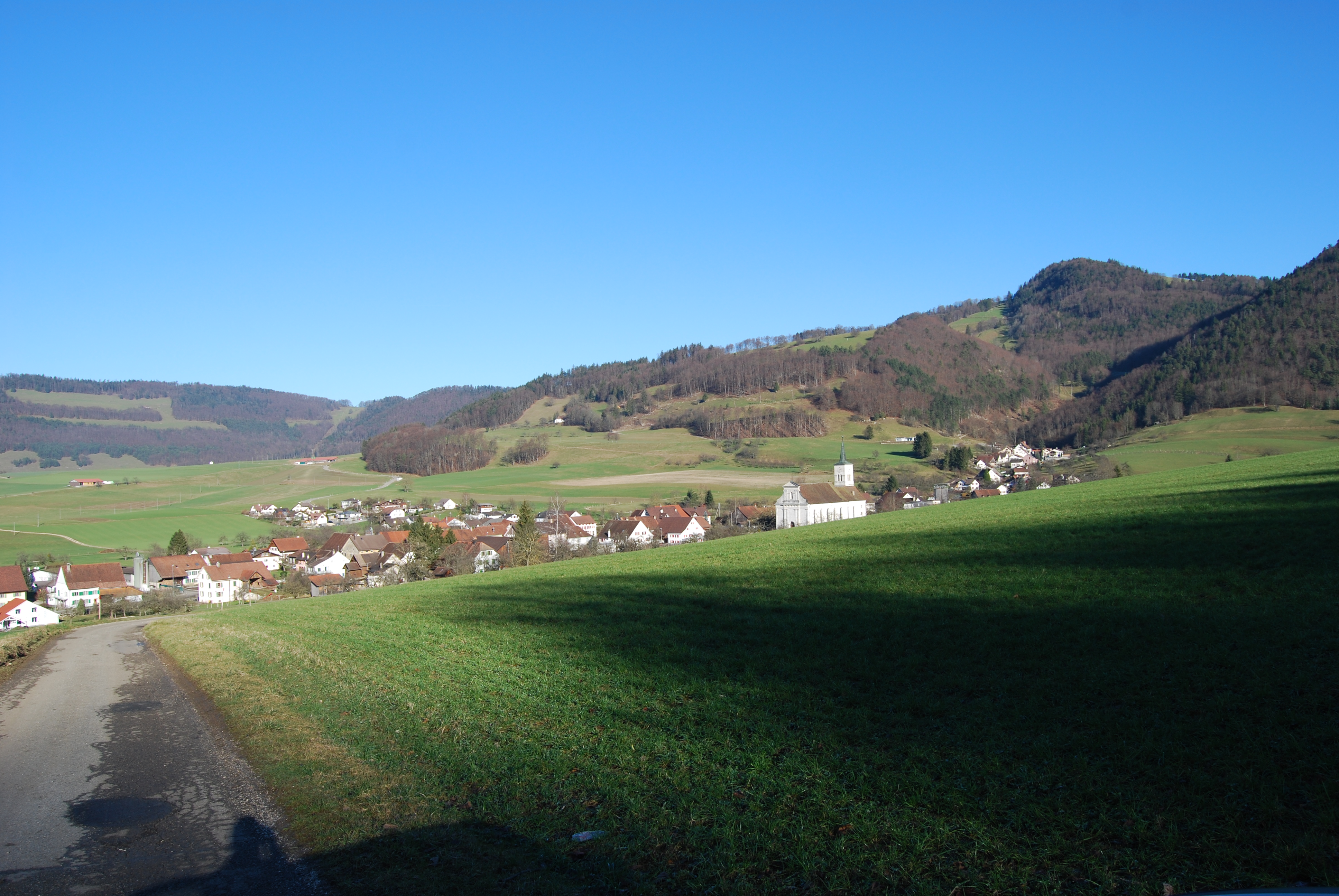
Mervelier von Süden her gesehen
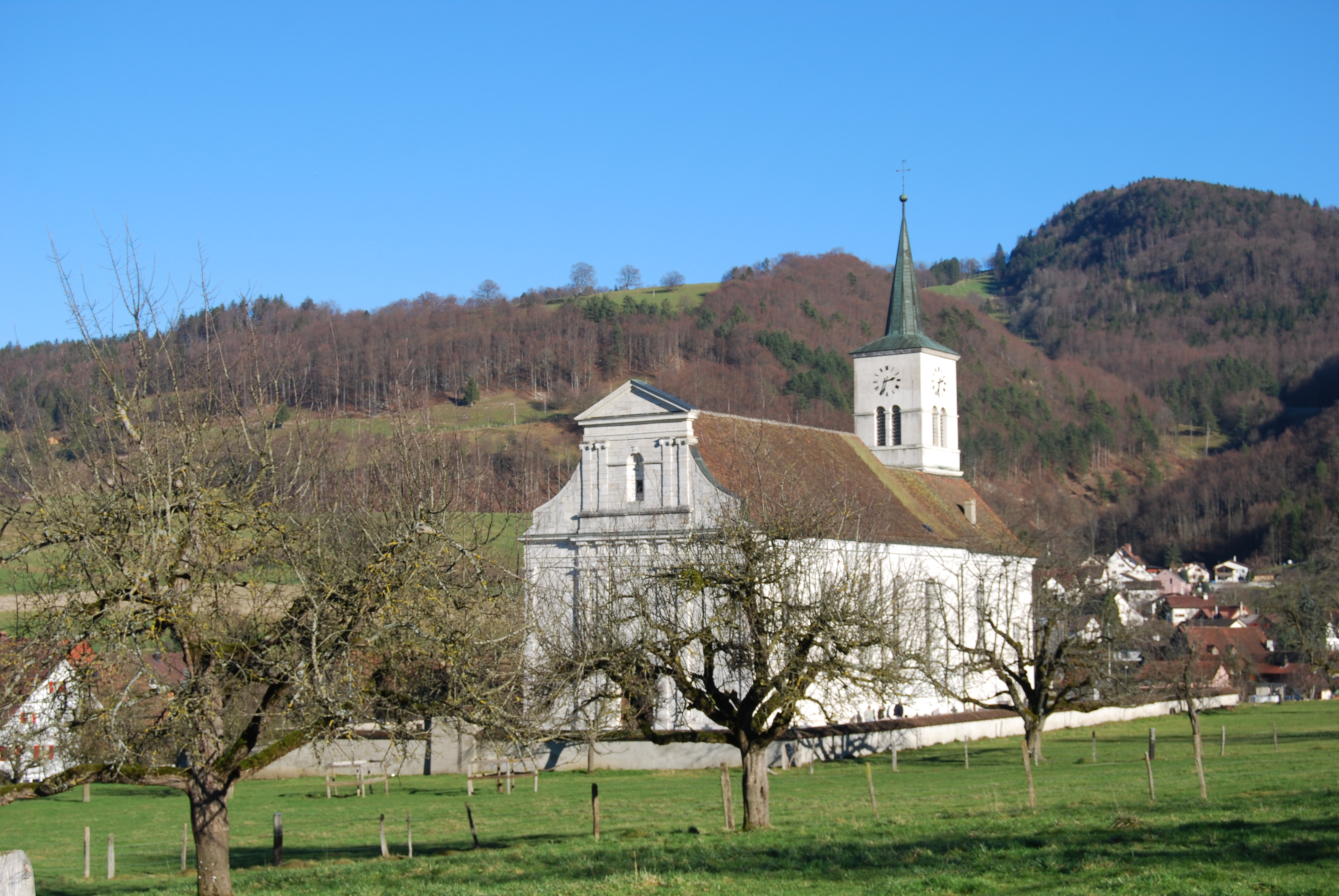
Kirche
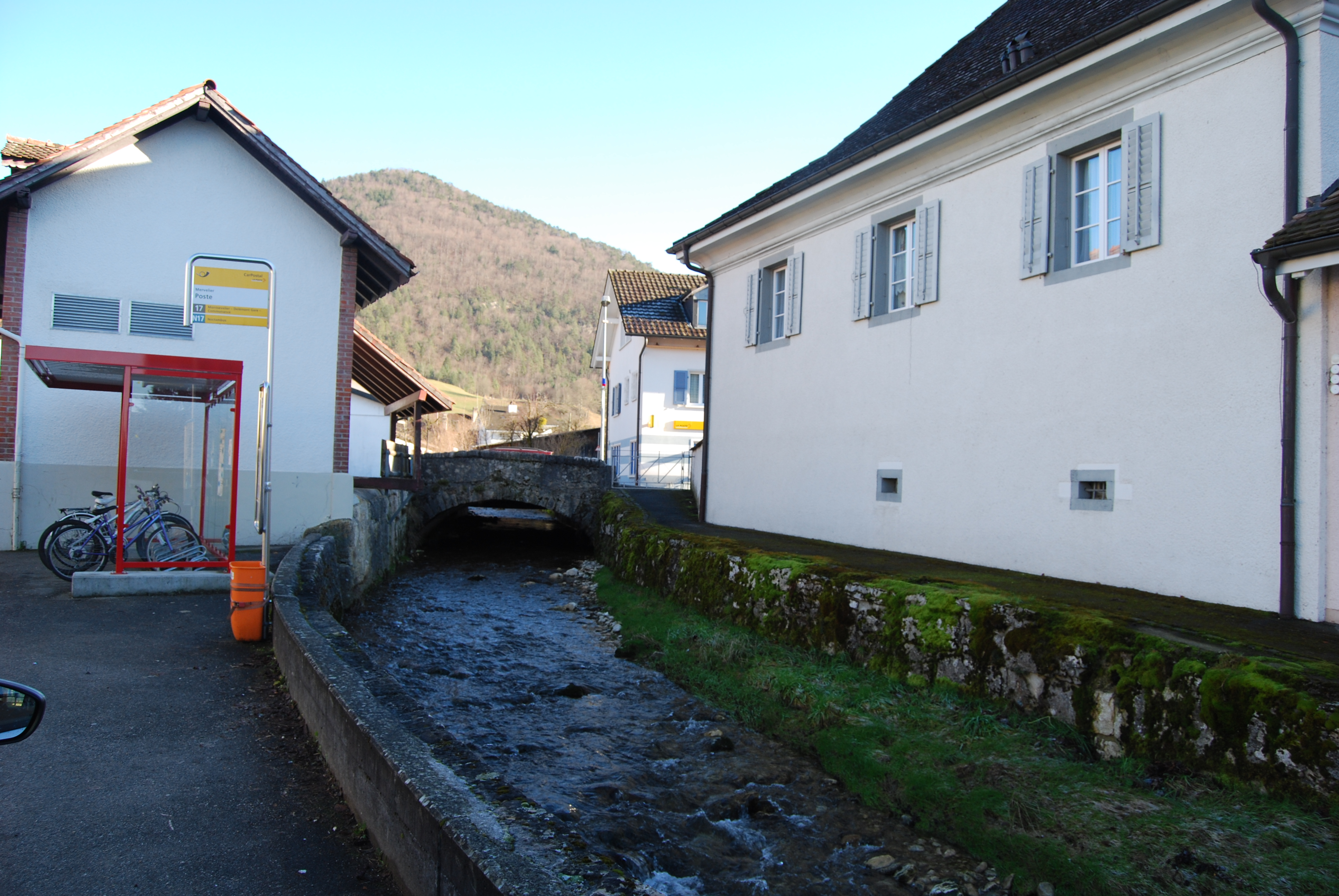
Der Scheltenbach in Mervelier
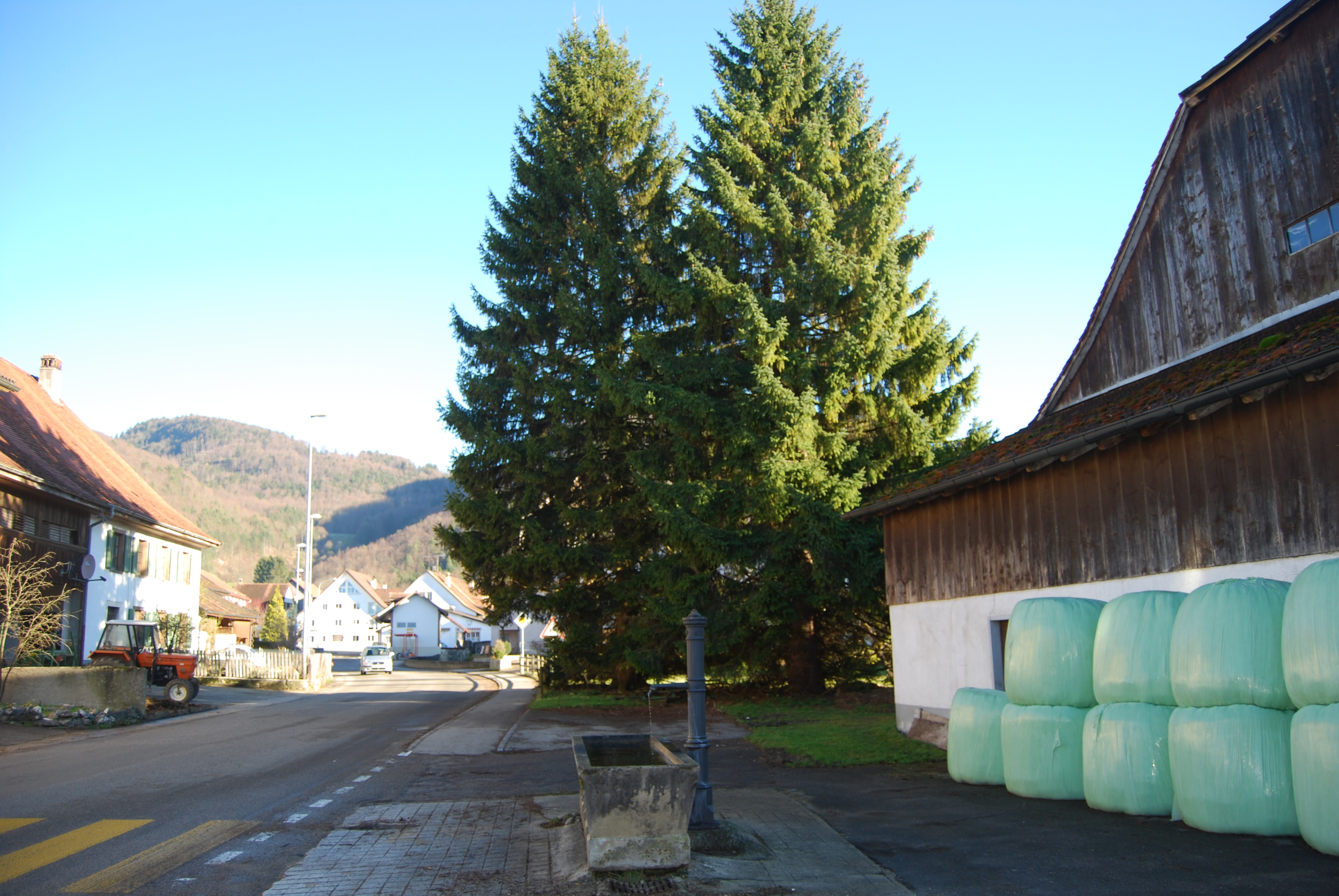
Dorfbrunnen
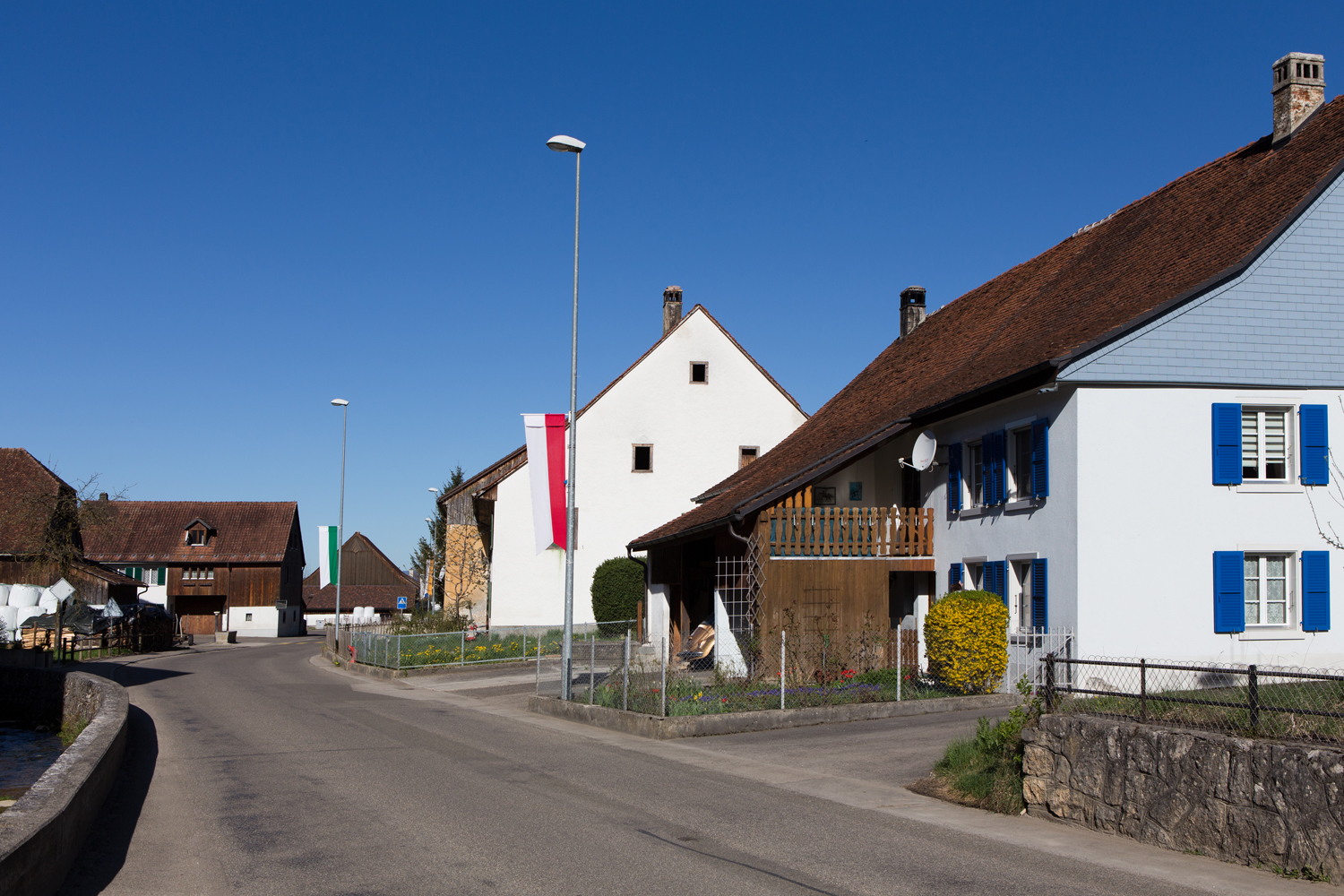
Route Principale
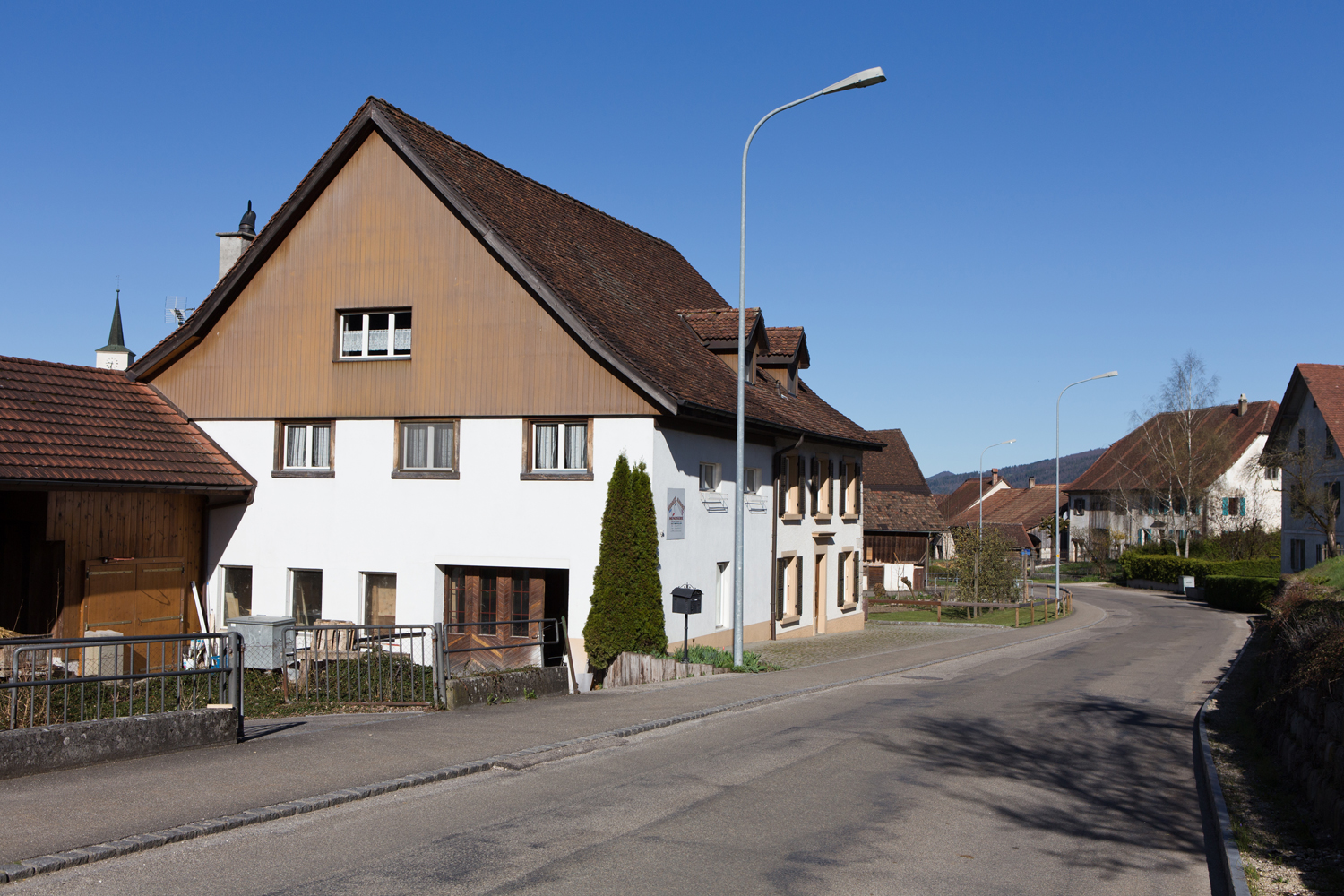
Route Principale
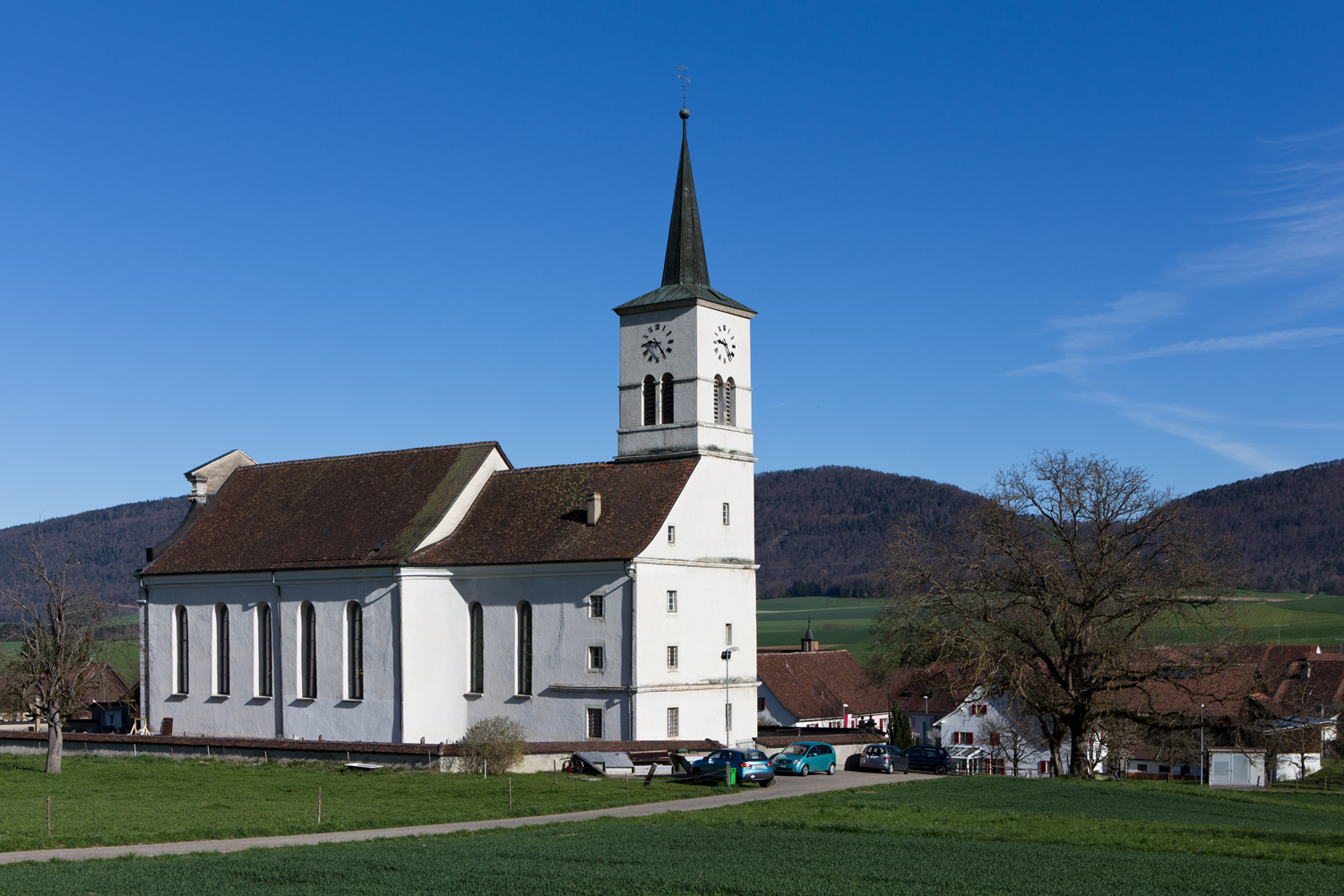
Kirche
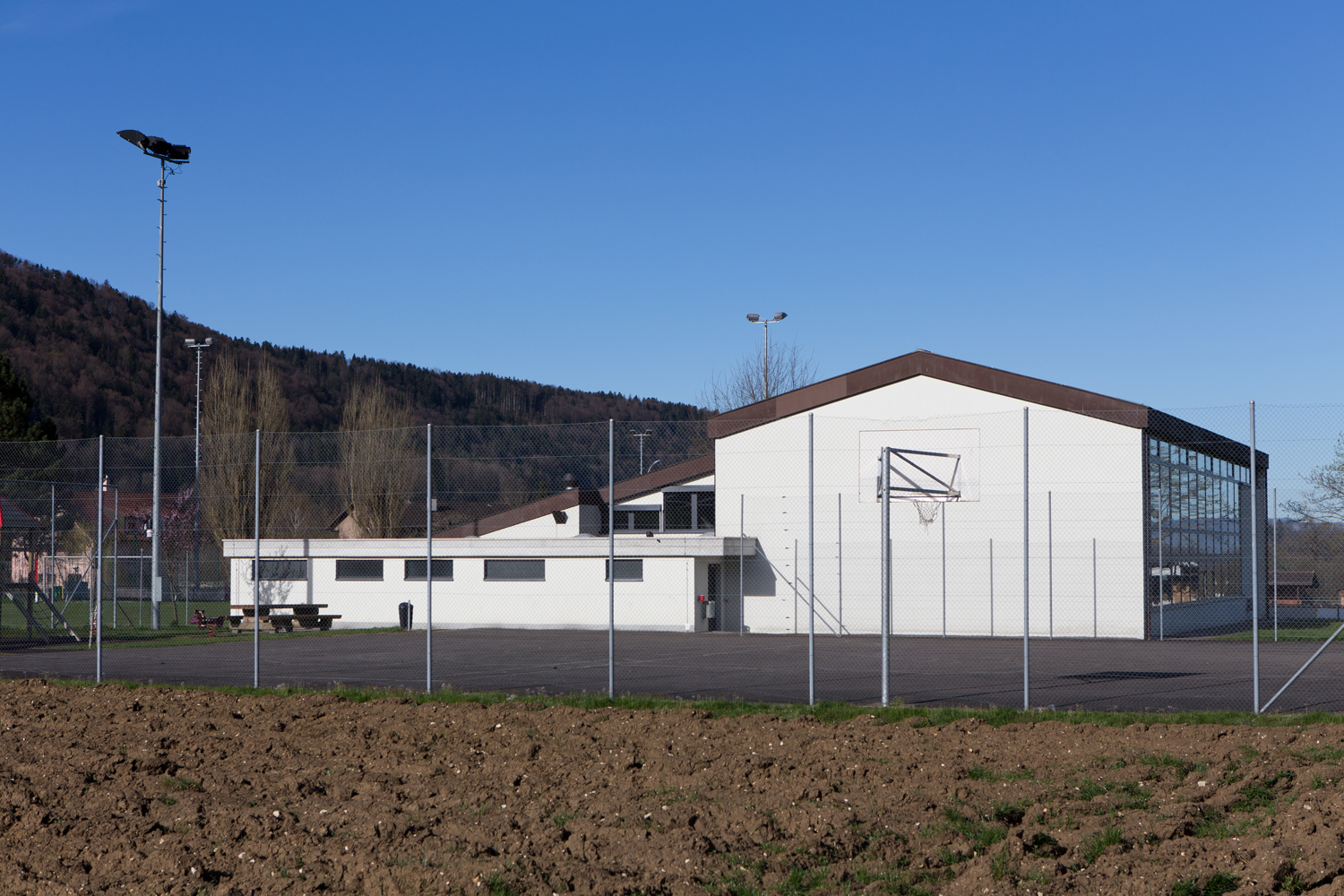
Turnhalle
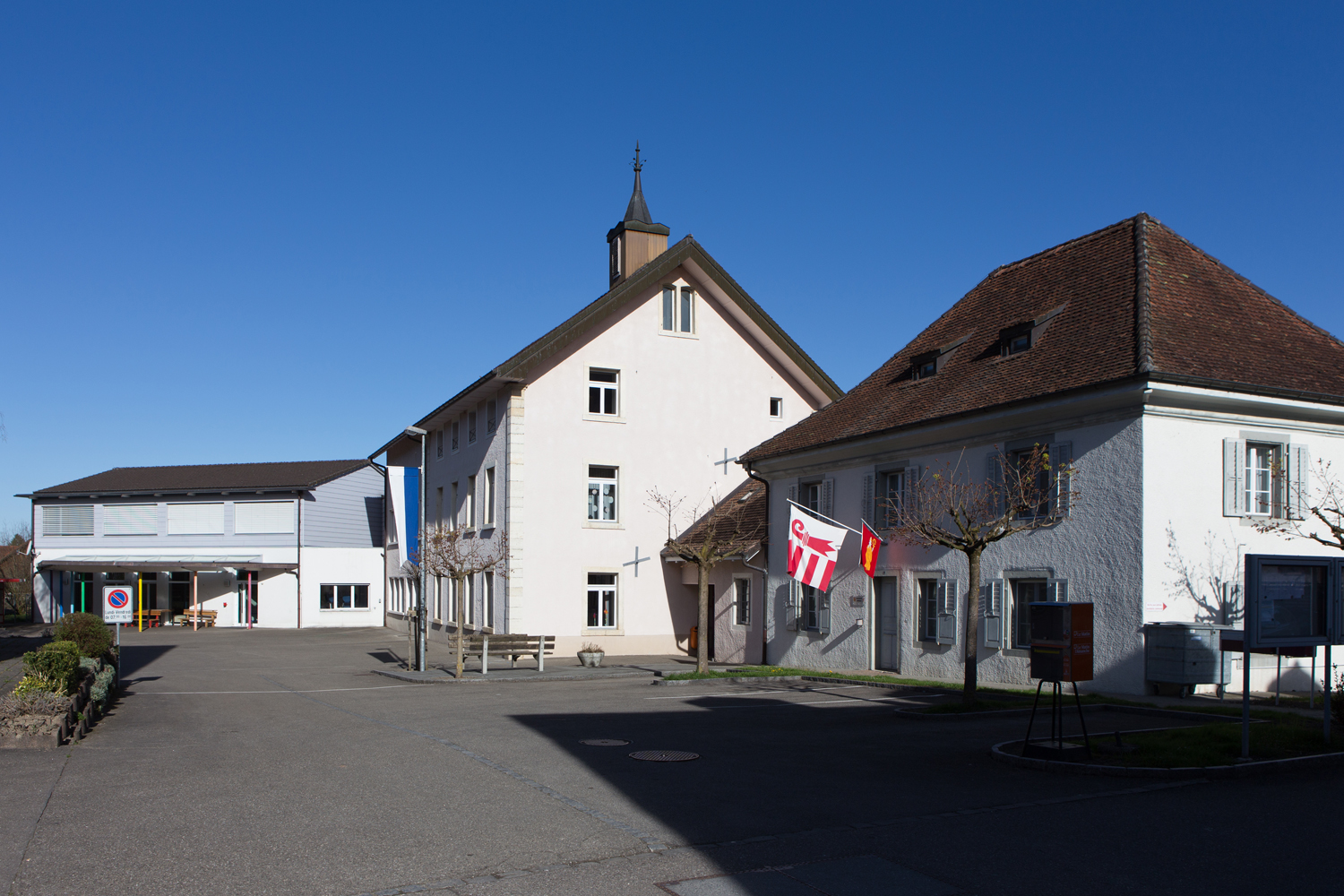
Primarschulhaus und Gemeindehaus